# Bankhaus Löbbecke
Die Privatbank Bankhaus Löbbecke mit Hauptsitz in Berlin wurde im Jahre 1761 als Handelshaus in Iserlohn gegründet, ließ sich bereits 1763 in Braunschweig nieder und gehörte schließlich seit Ende 2003 zum Hamburger Privatbankhaus M.M.Warburg & CO, mit dem sie im Jahre 2016 verschmolzen wurde. Die Zweigniederlassung wurde zum 31. Dezember 2019 geschlossen, sodass die Bank vollständig in M.M. Warburg & CO. aufging.
Das Bankhaus konzentrierte sich auf das Privatkundengeschäft und Asset Management für finanzstarke Klientel und Unternehmen. Zudem bot es im Rahmen von Treuhand- und Service-Vereinbarungen die Verwaltung und Abwicklung notleidender Kredite an.

## Geschichte

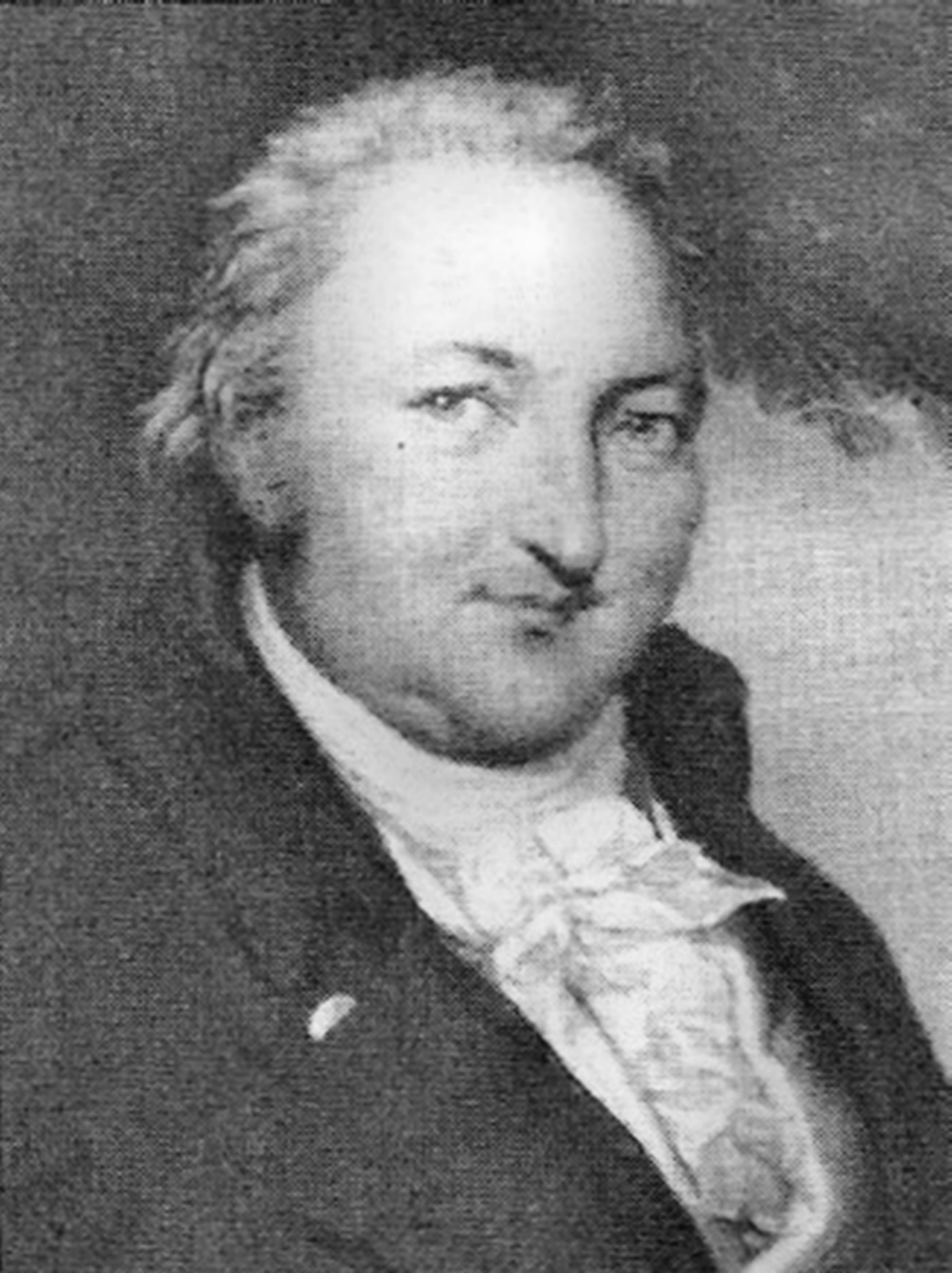
Carl Friedrich Löbbecke

Im Jahre 1761 gründeten Johann Hermann (1727–1793) und Johann Melchior Löbbecke (1728–1783) das Handelshaus Löbbecke in Iserlohn. Bereits 1763 wurde die Niederlassung in Braunschweig, An der Martinikirche 4, gegründet, die mit Kurz-, Bijouterie- und Metallwaren handelte. 1783 wurde Johann Melchiors Sohn Carl Friedrich Löbbecke Alleingeschäftsführer.
Um 1800 nahm das Handelshaus auch Baumwollstoffe in sein Sortiment auf und übernahm zunehmend Wechsel- und Speditionsgeschäfte. Mitte des 19. Jahrhunderts entstand das reine Bankhaus Gebrüder Löbbecke & Co., womit man auf den wachsenden Kapitalbedarf der beginnenden Industrialisierung reagierte.
Die Bank verwaltete das Privatvermögen des regierenden Herzogs Wilhelm und bediente die Oberschicht der Region. Bis 1911 pachtete sie die Braunschweiger Staatslotterie.
Zur Familie gehörte unter anderem Luise Löbbecke (1808–1892), die sich um die Wohlfahrtspflege verdient machte und 1862 als erste Frau Ehrenbürgerin der Stadt Braunschweig wurde.

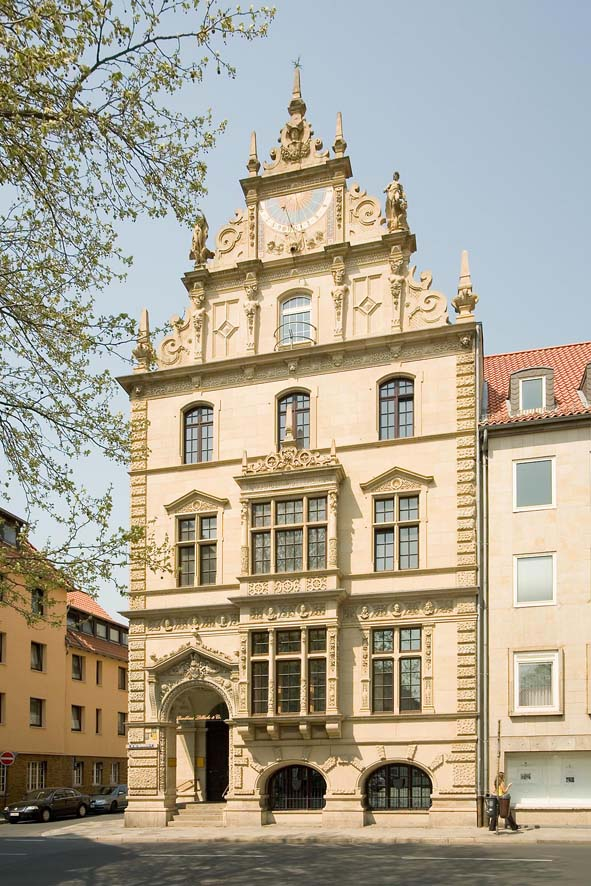
Stammsitz in Braunschweig

1880/81 ließ der Bankier Alfred Löbbecke durch den Braunschweiger Architekten Constantin Uhde und den Gartenarchitekten Friedrich Kreiß die Villa Löbbecke am heutigen Inselwall („Löbbeckes Insel“) errichten, die 1944 zerstört wurde und nach Wiederaufbau von 1968 bis 2008 das Gästehaus der TU Braunschweig beherbergte. Das zwischenzeitlich leer stehende Gebäude wurde 2009 für 700.000 Euro vom Braunschweiger Hochschulbund an den Braunschweiger Investor Klaus Gattermann verkauft und wird seit 2011 gewerblich genutzt. Das heutige Bankgebäude in Braunschweig wurde gleichfalls durch Uhde 1892 errichtet.
Während der Bankenkrise 1930 wurde die Bank in eine Kommanditgesellschaft umgewandelt, an der sich die Braunschweigische Staatsbank, eine Vorläuferin der heutigen Norddeutschen Landesbank, beteiligte.
Im Mai 1946 beging der damalige Inhaber Rudolf Löbbecke Selbstmord.
Trotz immer wiederkehrender Krisen konnte sich die Familie Löbbecke sechs Generationen lang bis 1983 in Managementpositionen halten, bis der Konkurs eines lokalen Handwerksbetriebes die Bank erneut in eine schwierige Lage brachte und ein wichtiger Kommanditist auf Auszahlung bestand. Letzter persönlich haftender Gesellschafter war Carl-Friedrich Löbbecke.
1983 wurde die Norddeutsche Landesbank Alleingesellschafterin. Sie veräußerte die Bank im Spätjahr 1983 an den Berliner Bankier Günter Follmer und Mitinvestoren. In den Folgejahren führte dieser das Bankhaus zu einer erneuten Blütezeit, wobei das Bilanzvolumen der Bank von 30 Millionen DM 1983 auf 6,3 Milliarden DM 1995 gesteigert wurde. Damit war die Bank in Bezug auf die Größe nach Bilanzvolumen nach dem Privatbankhaus Sal. Oppenheim das zweitgrößte deutsche Privatbankhaus. Das durch den Bankier Follmer initiierte Wachstum ging einher mit einer umfassenden Neuausrichtung und Modernisierung, sowie einer räumlichen Expansion über den Raum Braunschweig hinaus nach Berlin (Hauptsitz), Frankfurt/Main, München, Dresden und Magdeburg. 1989 erwarb die italienische CARIPLO die qualifizierte Mehrheit. Noch vor der deutschen Wiedervereinigung eröffnete das Bankhaus in Ost-Berlin 1990 eine Niederlassung. Mit dem überraschenden Tod von Bankier Follmer 1995 endete die Phase der Expansion des Bankhauses. Einhergehend mit den wirtschaftlichen Schwierigkeiten im gesamtdeutschen Kreditgewerbe, unter anderem ausgelöst durch den unbefriedigenden wirtschaftlichen Verlauf in den neuen Bundesländern, aber auch Konsequenzen eigener strategischer Entscheidungen, durchlief die Bank von 1996 bis mindestens 2000 eine verlustreiche Zeit der Neuausrichtung.
Nach einigen Fusionen und Umstrukturierungen des italienischen Mutterkonzerns, der ab 1997 das gesamte Gesellschaftskapital hielt, wurde die Bank am 22. Dezember 2003 vollständige Tochter des Hamburger Privatbankhauses M.M.Warburg & CO KGaA und hatte damit wieder einen vollständig privaten Gesellschafterhintergrund. Laut Bundesanzeiger vom 12. Juli 2006 hatte die Bankhaus Löbbecke GmbH & Co. KG auf die M.M. Warburg & Co Zweite Kapitalbeteiligungsgesellschaft mbH fusioniert und wurde gleichzeitig in Bankhaus Löbbecke AG umfirmiert. Im Wege einer Verschmelzung ging diese 2016 in der Muttergesellschaft M.M.Warburg & CO auf. Zuletzt firmierte das Bankhaus Löbbecke als Zweigniederlassung der Hamburger Privatbank. Ende 2023 schloss die Filiale in Braunschweig. Im gleichen Zuge wurde die Zweigniederlassung geschlossen, sodass die Bank vollständig in M.M. Warburg & CO. aufging.
Der Berliner Sitz des Bankhauses war seit 2006 im einstigen Stammhaus der Dresdner Bank und späteren Gebäude der Staatsbank der DDR in der Behrensstraße untergebracht. Dieses ist heute Filiale der M.M. Warburg & CO.